# Gierpapegaai
De gierpapegaai (Pyrilia vulturina; synoniem: Pionopsitta vulturina) is een vogel uit de familie Psittacidae (papegaaien van Afrika en de Nieuwe Wereld). De wetenschappelijke naam van de soort werd als Psittacus vulturinus in 1820 gepubliceerd door  Heinrich Kuhl. Het is een door habitatverlies kwetsbaar geworden vogelsoort die alleen voorkomt in  Brazilië.

## Kenmerken
De vogel is 23 cm lang en overwegend groen gekleurd. Op de bijna naakte kop zitten donkere borstelvormige veren en over de kop loopt een gele band als een soort kraag. Naast het groen heeft de vogel een geeloranje vlek op de schouder en de bovenborst is olijfkleurig, geleidelijk overgaand in groen. De handpennen zijn zwart en er zit een blauwe eindrand op de groene staart.

## Verspreiding en leefgebied
Deze soort is endemisch in in het zuidoostelijk Amazonebekken in oostelijk Brazilië ten zuiden van de Amazonerivier. De leefgebieden liggen in regenwoud zowel droogblijvend als regenwoud dat periodiek overstroomd is.

## Status
De grootte van de populatie is niet gekwantificeerd maar de soort wordt omschreven als niet algemeen. Waarschijnlijk nemen de populatie-aantallen af door habitatverlies. Het leefgebied wordt aangetast door ontbossing, waarbij natuurlijk bos plaats maakt voor intensief agrarisch gebruikt land (sojateelt en beweiding met rundvee) en verder de aanleg van infrastructuur, vooral wegen. Die maken het weer gemakkelijker deze vogel te bejagen of vangen. Om deze redenen stond deze soort sinds 2012 als kwetsbaar op de Rode Lijst van de IUCN. Uit nieuw onderzoek is echter gebleken dat de snelheid van afname kleiner is dan eerder gedacht. Daarom is in 2021 de status gewijzigd in niet bedreigd.